# Clarinete alto
O clarinete alto, também conhecido como "clarone" (nome dado, antigamente, a estes tipos de clarinetes, na Itália), é um instrumento musical de sopro criado na década de 1810, um aerofone da família dos clarinetes. Possui tudel e a campana curva, bem parecido com o clarinete baixo, mas o tudel é igual ao do saxofone alto. O clarinete alto é um instrumento transpositor, geralmente afinado em Mi bemol, soando uma oitava abaixo do clarinete de mesma afinação. Como o clarinete, o clarinete alto é um instrumento de palheta simples mas tanto a boquilha quanto a palheta são maiores proporcionais ao tamanho do tubo se assemelhando aos do saxofone alto. A sua nota mais grave é o Si bemol abaixo do Dó central no piano. Sendo um instrumento transpositor essas notas do clarone correspondem ao Ré bemol 1 e Si bemol 1 da escala natural, ou do piano, respectivamente.

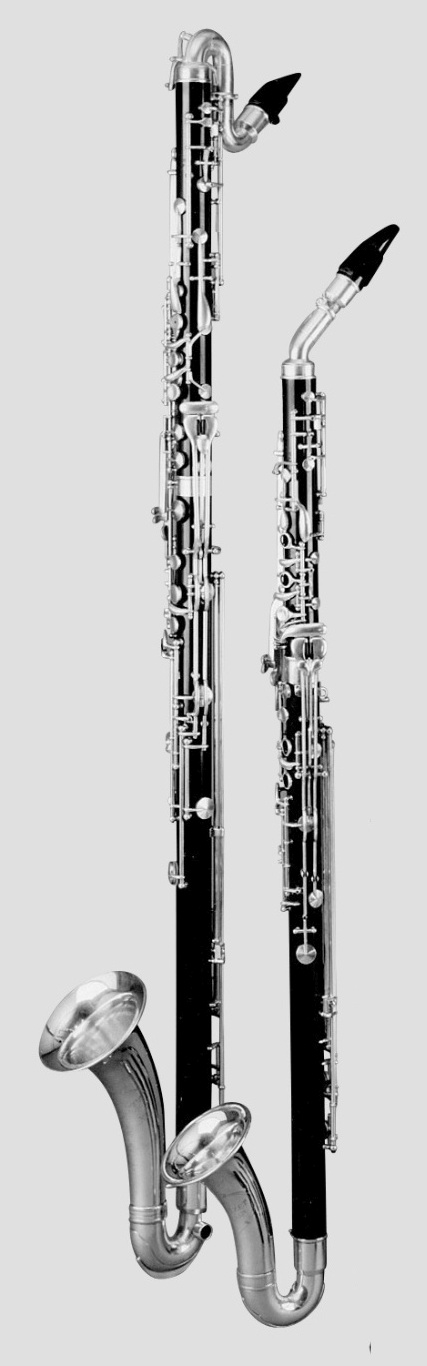
O instrumento maior é o clarone baixo, e o menor é o clarone alto.

## Galeria

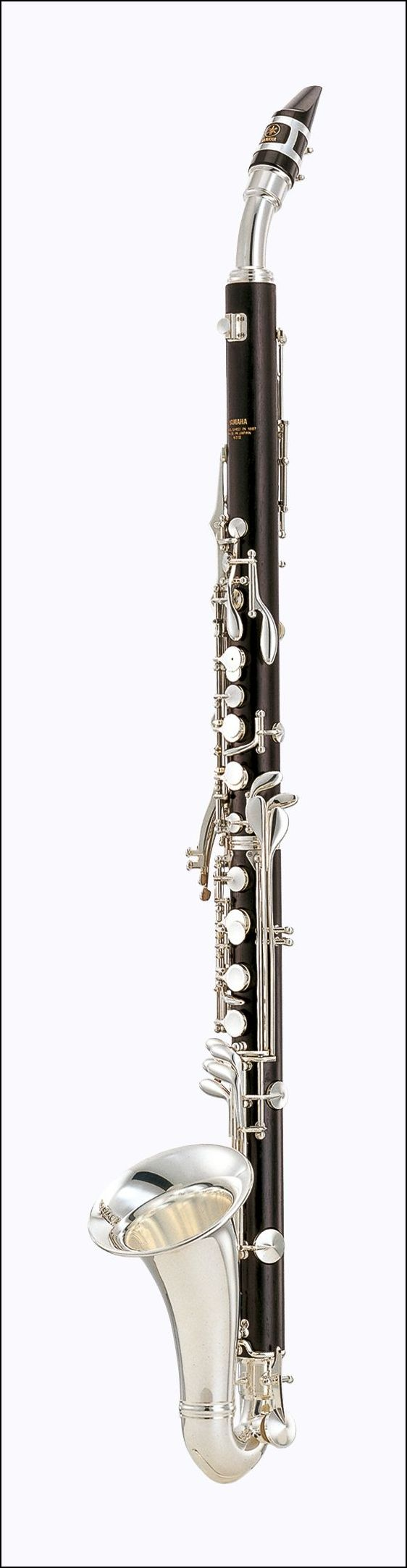
Clarone alto
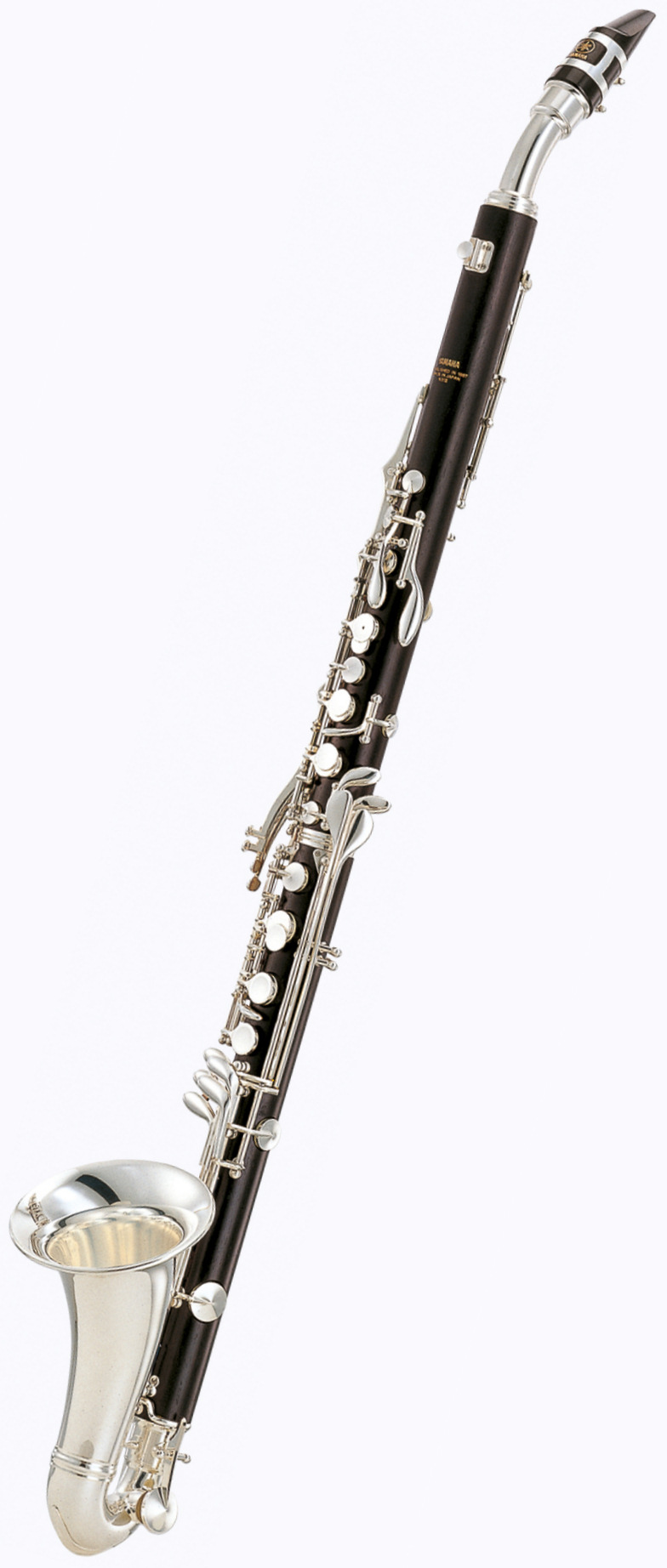
Clarone alto
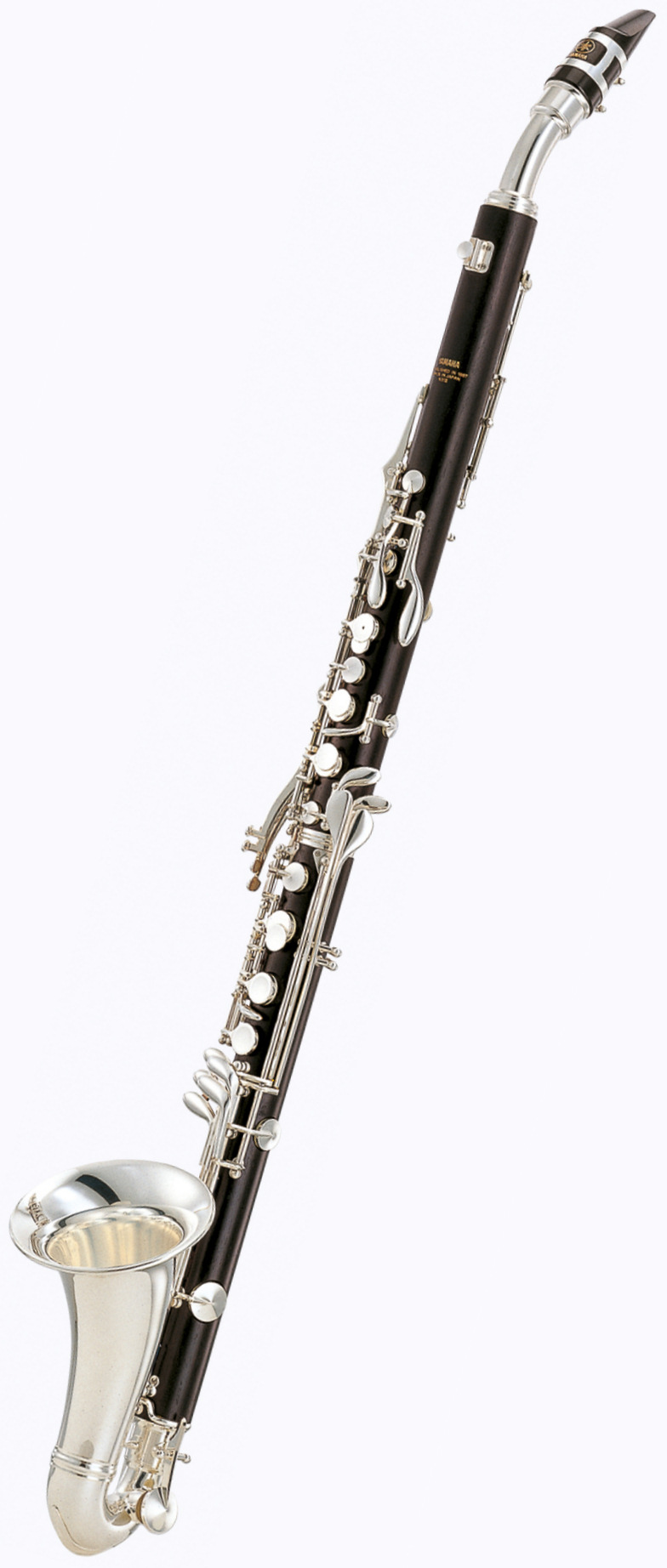
Clarinete alto ou clarone alto
De cima para baixo: Clarinete baixo ou clarone baixo; clarinete alto ou clarone alto; clarinete em lá (corrigir se estiver errado); clarinete em si bemol.

## Fonte
O que é um clarinete alto? - Spiegato